# Stjepan Majlath
Stjepan Majlath (1505. – 1550.) je bio sedmogradski vojvoda od 1534. do 1540. godine.
U mađarskim izvorima nalazi se u obliku Majláth István, a prezime još u oblicima Maylád, Májlát, Majlát, Mailáth, Majlád i Majáth', a u rumunjskim Stefan Maelat. Bio je iz plemićke obitelji Majlath. 
Rodio se 1502. godine. Sin je comanskog boljara Mateja Majlatha.
Od 1527. je godine Hrvatsku i Ugarsku tresao građanski rat između pristaša Ferdinanda Habsburgovca i Ivana Zapolje. Okončao je 1530. godine.
U Hrvatskoj je 1531. umro ban Ivan Karlović kolovoza 1531. godine. U Hrvatskoj su tada bile dvije struje nakon smrti bana Ivana Karlovića i otkad se drugi ban Franjo Baćani izgleda odrekao banske časti. U Kraljevini Hrvatskoj na čelu je bio kninski biskup Andrija Tuškanić kojem je kralj povjerio zamijeniti bana (današnji "vršitelj dužnosti") dok se ne imenuje novog. Staležima je kralj pak naredio pokoravati se biskupu. Na taj je način kralj stvorio dužnost banskog namjesnika, dužnost koja nije postojala u hrvatskoj tradiciji. U Slavoniji je na čelu pravim banom Ivana Zapolje bio Šimun od Erdeda. Kao treća stranka pojavila se skupina u kojoj je bio i Stjepan Majlath. Ta je treća struja trebala utrijeti put sporazumu i miru u Hrvatsko-Ugarskoj. Čelni je bio Toma Nadaždi, a u njoj su bili pečuški biskup Šuljok, Valentin Turak, Ivan Salaj, Pavao Bakić i Stjepan Majlath. Oni su se sastali u 1. studenoga 1531. u Zakonu i dogovorili sazvati sabor za 1. siječnja 1532. u Keneseu kod Blatnog jezera. Na tom se saboru trebalo vijećati o boljitku države (de permansione et bono huius oppressi regni') bez obzira na obojicu protukraljeva.
Zapolja je zabranio Nadaždiju i svojim pristašama otići na taj sabor. Ivan Salaj i Stjepan Majlath su obavijestili Ferdinanda Hasburgovca o tom saboru te ga potakli shvatiti taj sabor kao nešto što mu je u korist, pa je tako pozvao svoje odanike otići na taj sabor u što većem broju, da bi stvorili većinu i spriječili donošenje njemu nepovoljnih odluka i privukli na njegovu stranu nekog od Zapoljinih pristaša. Sabor se je održao uz svu silu sudionika, a obilježila su ga prigovaranja, jadikovke, prijetnje, nezadovoljstva, opomene i dr. Sazvan bi novi sabor u Berenhidi za 12. ožujka iste godine, no Treći Sulejmanov pohod na Ugarsku i Beč ih je doveo u okrutnu zbilju.
Bezvlađe je uslijedilo u Hrvatskoj u Slavoniji i potrajalo sve do 1537. godine.
Zajedno s Emerikom Balašom (Balassa) bio je sedmogradskim vojvodom od 1536. do 1540. godine, za vrijeme kad je Kraljevina Ugarska za kralja izabrala Ivana Zapolju, nasuprot Ferdinandu Habsburgovcu koji je pretendirao na hrvatsko-ugarsko prijestolje.
Polovicom srpnja 1540. Turci su iz bosanskog i kliškog sandžaka udrili na zrinske posjede prema Uni. Uslijedio je protuudar Zrinskih na prekounski teritorij pod turskim nadzorom. Uto se zbiše stvari koje su olakšale Zrinskima, a u svezi su sa Stjepanom Majlathom.
Podjele Ferdinandovaca i Zapoljaca tresla je državu. Na strani Zapoljine supruge Izabele i njena sina našao se Petar Petrović, a na strani Ferdinanda Hasburgovca bio je Juraj Utješenović. Stjepan se je Majlath u Sedmogradskoj digao protiv kralja Zapolje. To je privuklo svu pozornost turskih paša i samog sultana, što je Zrinskima dalo tako potrebni predah. Protiv Zapolje bili su vojvode Stjepan Majlath i Emerik Balaša, zatim Petar Perenj (Perényi), Sigismund Balaša (Balassa) i kaločki nadbiskup Franjo Frankapan. Zbog toga što se nisu slagali s Utješenovićem, prešli su k Ferdinandu. O tome je sve izvješćivao Antun Vrančić u svojim pismima. Na Zapoljinoj su strani bili Petar Petrović, velikovaradinski biskup Juraj Utišenić, Stjepan Verbec, Valentin Turak, Antun Vrančić i pečuški biskup Ivan.
Majlath je pak radio na tome za doći na kneževsko mjesto u Sedmogradskoj. Pritom si je za moguće saveznike smatrao i Austrijance (Ferdinanda Habsburgovca) i Turke (Sulejmana). Stoga je kralj Ivan bio prisiljen zaratiti protiv Stjepana Majlatha i druga mu Emerika Balašu. Zapolja je uspio osvojiti veći broj gradova koji su bili na strani Majlatha i Balaše. Njih su se dvojica zatvorili u utvrđeni grad Fogaraš, a Zapolja ga je dao podsjesti. Tijekom opsade Ivan Zapolja je obolio, potom ga je udarila kap. Uspio je čuti da mu je supruga Izabela rodila sina Ivana Sigismunda Zapolju, no sutradan ga je opet udarila kap. Kad je Ivan Zapolja iznenada umro 1540., izbila je borba za prevlast u državi.
Kad je kralj Ivan Zapolja umro, njegovi su pristaše u Ugarskoj na Rakoškom polju polovicom rujna 1540. udovoljili Zapoljinom naputku te izabrali Zapoljinog sina Ivana Sigismunda za kralja. Majlath i Balaša nisu htjeli prisegnuti na vjernost kraljici Izabeli (kraljevoj udovici) i novoizabranom kralju Ivanu Sigismundu.
1541. su osmanske snage razbile Ferdinandovu vojsku koja je opsjedala Budim pomogavši Zapoljinim pristašama i velikovaradinskom biskupu koji je Jurju Utišeniću koji je branio taj grad, tako što im je u pomoć pristigao Mehmedpaša zajedno s Valentinom Turkom. Turci su onda demonstrirali svoju prevlast u Ugarskoj. Po naputku vezira Rustem-paše Hrvata, sultan Sulejman je odredio neka Budim zajedno sa zemljom naokolo Dunava pa sve do Tise bude osmanski, a Ugarska onkraj Tise zajedno sa Sedmogradskom (Erdeljem) ostane Ivanu Sigismundu kao turskomu kletveniku uz godišnji danak od 10.000 dukata. Majlathu nije pomoglo to što se nadao da će od Turaka izvući potporu. Isto nije pomoglo niti svim ugarskim velikašima koji nisu bili na Majlathovoj strani, nego na Zapoljinoj: Valentin Turak koji je zajedno s Turcima razbio opsadsu, prošao je kao i Majlath, kojeg su zarobile turske snage iz nikopoljskog sandžaka: sultan ih je poveo u Carigrad gdje ih je utamničio. U tamnici su umrli i Majlath i Turak.